# 熊本テクノリサーチパーク
熊本テクノリサーチパーク（くまもとテクノリサーチパーク、Kumamoto Resench Park）は、熊本県上益城郡益城町にあるリサーチパーク。熊本空港に隣接する。その中核を担うテクノ中央緑地(5ha)は、南北二つの緑地から構成されている。交通:熊本空港より車で5分。

## テクノ中央緑地
発注者:熊本県土木事務所、益城町役場。設計:平嶋 孝(計画·設計·積算,監理)平嶋康江(設計積算)託麻建設、栄田健二郎。施工:武松建設、荒尾石材。造園は(株)凇亀園、(株)熊本石材、(株)偕楽園、(株)千花園、(株)千乗園、(株)平井喜楽園、(有)青光園、(有)名花園
規模: 28.6ha。工期:昭和59年10月から平成元年3月。
肥後菊をデフォルメした沈床タイプの噴水池30分で18の水姿が楽しめる。
また森の都、水の都の豊かさとテクノ文化の知恵を表現している。
公園外周は、閉鎖型の緑地帯を形成しているが、視覚的には、開放的で四季の色彩りが楽しめ、こもれびの並木は芝生広場のなかにイチョウ、ナンキンハゼなど秋の紅葉や、春の新緑が楽しめる左右8列の並木が広がる。

公園デザインの基調を豊かな水·緑·大地(広がり)とした。並木と噴水·滝·沈床園により、景観軸の設定を行い、洋風庭園形式であるが細部に熊本らしい郷土色を取り入れている。また、中央緑地の借景となる自然景観は自然劇場として楽しむことができる。休憩.修景施設は古代ローマ時tのポリス神殿をデザインモチーフとしている。全敷地造成は3%で単調な景観となるため南側から0.5%勾配で掘り込むことで立体感を造り、水施設の導入で造園空間としての味わいを深めている。
旧建設省都市局長賞公園施設部門受賞。
ときめきと感動と驚きを感じさせる意外性の追求や、中央正面に広がる益城四山の借景と芝生広場が一体(23.5mの落差の滝(ウォーターカーテン),夏場は,水·緑·大地(広がり)をテーマに平面的,立体的化したテクノ中央緑地の中央の景で、幼児の水遊び場としてにぎわいを見せる造園空間構成によって、造園の妙味が楽しめる演出を行っている。